# Iniesta
Iniesta é um município da Espanha, na província de Cuenca, comunidade autônoma de Castela-Mancha. Tem 232,30 km² de área e em 2021 tinha 4 355 habitantes (densidade: 18,7 hab./km²). Limita com os municípios de Venta del Moro, Villalpardo, El Peral, Motilla del Palancar, Campillo de Altobuey, Puebla del Salvador, Graja de Iniesta, Castillejo de Iniesta, Villarta, Minglanilla, El Herrumblar, Ledaña, Villagarcía del Llano, Villanueva de la Jara e Villamalea.